# دوامة قطبية

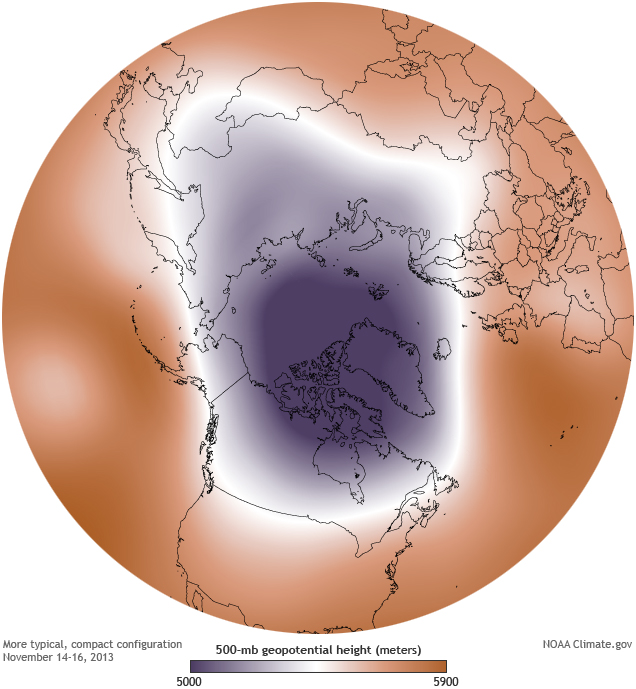

دوامة قطبية (بالإنجليزية: Polar vortex)، وهي منخفض جوي عالي المستوى يقع بالقرب من أحد قطبي الأرض. توجد دوامتان قطبيتان بالغلاف الجوي للأرض فوق القطبين الشمالي والجنوبي. وتعتبر كل دوامة قطبية منخفضًا جويًا واسع النطاق بقطر أقل من 1000 كيلومتر، يدور في اتجاه عكس اتجاه عقارب الساعة عند القطب الشمالي، وفي اتجاه عقارب الساعة عند القطب الجنوبي، ويسمى بالإعصار في كلتا الحالتين، وبعبارة أخرى، تدور كل دوامة قطبية في اتجاه الشرق حول كل قطب.  يحدث دوران هذه الدوامات بفعل تأثير كوريوليس، تمامًا مثل بقية الأعاصير الأخرى. وتوجد قاعدة كل دوامة قطبية في الجزء الوسطي والجزء العلوي من طبقة التروبوسفير وتمتد إلى طبقة الستراتوسفير. ويوجد بالأسفل تكتل كبير من الهواء القطبي الشمالي البارد الكثيف.
يُحدَّد موقع الجبهة القطبية من خلال نطاق الالتقاء بين التكتل الهوائي البارد الجاف الخاص بالقطب والتكتل الهوائي الدافئ الرطب الموجود أبعد منه ناحية الجنوب. تتمركز الجبهة القطبية عن خط عرض 60 درجة تقريبًا. تزداد قوة الدوامة القطبية خلال فصل الشتاء، وتضعف خلال الصيف؛ بسبب اعتمادها على الاختلاف في درجات الحرارة بين خط الاستواء والقطبين.
تزداد قوة هاتين الدوامتين وتقل من سنة إلى أخرى. تصبح الدوامة القطبية الشمالية مُحددة جيدًا عندما تكون قوية وتتمركز لتكون دوامة واحدة تضم الهواء القطبي الشمالي بشكل مُحكم؛ وعندما تكون أضعف، وهي حالتها العامة، تتفكك إلى دوامتين أو أكثر؛ وعندما تكون ضعيفة للغاية، يصبح تدفق الهواء القطبي الشمالي غير منظم، ويمكن أن تتجه التكتلات الهوائية القطبية الشمالية الباردة في اتجاه خط الاستواء، ليصاحبها انخفاض حاد وسريع في درجات الحرارة هناك. عندما تكون الدوامة القطبية قوية، تتكون دوامة واحدة ضخمة مع تيار نفاث مُقيد بالقرب من الجبهة القطبية بصورة قوية. وعندما تضعف الدوامة القطبية الشمالية، تتفكك إلى دوامتين أو أكثر من الدوامات الصغيرة، ويوجد أقواها بالقرب من جزيرة بافن شمال كندا، وتوجد الأخرى فوق الجزء الشمالي الشرقي من سيبيريا.
تعتبر الدوامة القطبية الجنوبية الخاصة بنصف الكرة الجنوبي منخفضًا جويًا منفردًا موجودًا بالقرب من حافة حاجز روس الجليدي، بالقرب من خط طول 160 غربًا. وعندما تكون هذه الدوامة القطبية قوية، تتزايد معها قوة رياح الغربيات، وهي رياح سطحية بين خطي عرض 30 درجة إلى 60 من الغرب، وتظل مستمرة. وعندما تكون الدوامة القطبية ضعيفة، يمكن أن تتجه المرتفعات الجوية الموجودة في المنطقة الوسطى من خطوط العرض باتجاه القطب، محركةً الدوامة القطبية، والتيار النفاث، والجبهة القطبية باتجاه خط الاستواء. ويظهر التيار النفاث منحنٍ ومنحرفًا ناحية الجنوب. ويندفع هذا الهواء البارد الجاف بسرعة ليتلاقى مع الهواء الدافئ الرطب الموجود في المنطقة الوسطى من خطوط العرض، ما يؤدي إلى تغير جذري سريع في الطقس يُعرف بـ«موجة البرد».
تحدث ظاهرة نضوب الأوزون داخل الدوامات القطبية، تحديدًا فوق نصف الكرة الجنوبي، ويصل هذه النضوب إلى قمته خلال فصل الربيع.

## تاريخ
وُصفت الدوامات القطبية لأول مرة في عام 1853. حدث احترار الستراتوسفير المفاجئ (أس أس دبليو) الخاص بهذه الظاهرة خلال فصل الشتاء بنصف الكرة الشمالي واكتُشف عام 1952 من خلال عمليات الرصد الخاصة بالمسبار اللاسلكي على ارتفاعات أعلى من 20 كيلومتر.
ذُكرت هذه الظاهرة أكثر من مرة في الأخبار والنشرات الجوية خلال خلال موجة الشتاء الباردة في الولايات المتحدة لعام 2013-2014، ما أشاع استخدام هذا المصطلح باعتباره تفسيرًا لدرجات الحرارة شديدة البرودة.
اعتُقد أن موجة البرد التي أثرت على أغلب مناطق الولايات المتحدة وكندا في أواخر يناير عام 2019 حدثت بسبب دوامة قطبية. حذرت هيئة الأرصاد الوطنية للولايات المتحدة من إمكانية الإصابة بقضمة الصقيع عند التعرض لهذا البرد القارس في الخارج لمدة 10 دقائق فقط، وأُغلقت المئات من المدارس، والكليات، والجامعات في المناطق المتأثرة بهذه الموجة. توفي نحو 21 شخصًا في الولايات المتحدة بسبب تعرضهم لقضمة صقيع وخيمة. وصلت درجة تبريد الرياح ببعض الولايات الأمريكية الموجودة بمنطقة الغرب الأوسط من الولايات المتحدة إلى أعلى من 45 درجة مئوية تحت الصفر بقليل.
يُعتقد أن الدوامة القطبية أثرت على أوروبا أيضًا. وعلى سبيل المثال، اعتُقد أن فيضانات الشتاء بالمملكة المتحدة لعام 2013-2014 حدثت بسبب الدوامة القطبية نفسها التي سببت موجة البرد القارس في الولايات المتحدة وكندا. وبشكل مماثل، اعتُقد أيضًا أن موجتي البرد القارس بالمملكة المتحدة في فصلي الشتاء لعامي 2009-2010، و2010-2011 حدثتا بسبب الدوامة القطبية.

## التحديد
تعتبر الأعاصير القطبية منخفضات جوية موجودة ضمن التكتلات الهوائية القطبية، وتتواجد هذه الأعاصير على مدار السنة. تنشأ الدوامة القطبية الخاصة بطبقة الستراتوسفير عند خطوط العرض الأعلى  من منطقة التيار النفاث تحت الاستوائي. ويقل نصف قطر أغلب الدوامات القطبية عن 1000 كيلومتر أفقيًا. تستخدم مجموعة متنوعة من مستويات الضغط والارتفاع في تحديد موقع الدوامات القطبية؛ لأنها تمتد من طبقة الستراتوسفير إلى الأسفل حتى منتصف طبقة التروبوسفير. ويستخدم مستوى الضغط 50 هكتوباسكال غالبًا في تحديد موقع هذه الدوامات في طبقة الستراتوسفير. ويمكن استخدام حدود خطوط الكنتور المغلقة الخاصة بدرجات الحرارة الكُمُونيَّة في تحديد قوة هذه الدوامات عند مستوى منطقة التروبوبوز من الغلاف الجوي. واستخدم آخرون مستويات ضغط تصل إلى 500 هكتوباسكال، عند ارتفاع 5460 مترًا عن مستوى سطح البحر خلال فصل الشتاء، لتحديد الدوامة القطبية.

## التغير المناخي
وجدت إحدى الدراسات لعام 2001 أن دوران طبقة الستراتوسفير يمكن أن يكون له آثار غريبة على أنظمة الطقس. وفي نفس السنة، وجد الباحثون ارتباطًا إحصائيًا بين الدوامة القطبية الضعيفة وتفشي البرد القارس في نصف الكرة الشمالي. وفي السنوات الأخيرة، حدد العلماء تفاعلات بين تناقص الجليد البحري في القطب الشمالي، وتناقص الغطاء الجليدي، وأنماط النتح التبخري، وشذوذ التذبذب شمال الأطلسي (أن إيه أو) أو الشذوذ الطقسي المرتبط بالدوامة القطبية وبنية التيار النفاث. ومع ذلك، يوجد ارتياب كبير في استنتاجات عمليات الرصد المتخصصة؛ لأنها تعتبر عمليات رصد قصيرة الأمد، إذ بدأت منذ 13 عامًا تقريبًا. وتستلزم عمليات الرصد الخاصة بعلم المناخ عقودًا عديدة حتى تُميز التقلبات الطبيعية بشكل حاسم عن الاتجاهات المناخية.
هناك افتراض عام يفترض أن الغلاف الجليدي المتناقص يعكس كميةً أقل من أشعة الشمس وبالتالي يزداد التبخر والنتح، والذي بدوره يُغير من ضغط وتدرج درجة حرارة الدوامة القطبية، ما يسبب ضعفها أو انهيارها. ويصبح هذا ظاهرًا عندما تزداد سعة التيار النفاث (التيارات المتعرجة) فوق نصف الكرة الشمالي، ما يؤدي إلى انتشار أمواج روسبي لمسافات أبعد باتجاه الشمال أو الجنوب، والذي بدوره ينقل الهواء الأكثر دفئًا إلى القطب الشمالي، وينقل الهواء القطبي إلى خطوط العرض المنخفضة. تزداد سعة التيار النفاث مع الدوامة القطبية الأضعف، وبالتالي تزداد احتمالية أن تصبح أنظمة الطقس مسدودةً. تجلى حدث السد الطقسي في عام 2012 عندما وجَّه مرتفع جوي موجود فوق غرينلاند إعصار ساندي باتجاه ولايات إقليم الأطلسي الأوسط الشمالية.

## نضوب الأوزون
أدت كيمياء الدوامة القطبية الجنوبية إلى خلق حالة نضوب شديد للأوزون. يتفاعل حمض النيتريك الموجود في سحب طبقة الستراتوسفير القطبية مع الكلوروفلوروكربون لتكوين الكلور، والذي يحفز من التحلل الضوئي الكيميائي للأوزون. تزداد تركيزات الكلور خلال فصل الشتاء القطبي، وبالتالي يصل تحلل الأوزون إلى ذروته عندما تعود أشعة الشمس مرةً أخرى في فصل الربيع. يمكن أن تتكون هذه السحب فقط عند درجات الحرارة الأقل من 80 درجةً مئويةً تحت الصفر. تنخفض شدة نضوب الأوزون في القطب الشمالي عنه في القطب الجنوبي بدرجة كبيرة؛ بسبب زيادة التبادل الهوائي بين المنطقة القطبية الشمالية والمنطقة الوسطى من خطوط العرض. وعليه فإن الانخفاض الموسمي في مستويات الأوزون فوق المنطقة القطبية الشمالية عادةً ما يُطلق عليه «نقرة الأوزون»، بينما يُطلق على نضوب الأوزون الأكثر شدة الموجود فوق المنطقة القطبية الجنوبية «ثقب الأوزون». ومع ذلك، وصل التحلل الكيميائي للأوزون فوق المنطقة القطبية الشمالية عام 2011، لأول مرة، لمستوى يمكن تمييزه بوضوح على أنه «ثقب أوزون» بالمنطقة القطبية الشمالية.

## خارج الأرض
تتميز الأجرام الفلكية الأخرى أيضًا باحتوائها على دوامات قطبية، بما يشمل كوكب الزهرة (الذي يحتوي على دوامة مزدوجة، وهي عبارة عن دوامتين قطبيتين بالقطب الواحد)، والمريخ، والمشتري، وزحل، والقمر تيتان التابع لكوكب زحل.
يعتبر القطب الجنوبي لكوكب زحل الدوامة القطبية الساخنة الوحيدة المعروفة في المجموعة الشمسية.